# Polydora umangivora
Polydora umangivora är en ringmaskart som beskrevs av Williams 200. Polydora umangivora ingår i släktet Polydora och familjen Spionidae. Inga underarter finns listade i Catalogue of Life.